# Дзигівка (річка)
Дзигівка — річка в Україні, у Могилів-Подільському районі Вінницької області. Права притока Коритної (басейн Дністра).

## Опис
Довжина річки 5,6 км, площа басейну - 17,9 км².

## Розташування
Бере початок на сході від Степного. Тече переважно на південний захід і у селі Дзиґівці впадає у річку Коритну, праву притоку Русави за 10 км від гирла.